# 화계초등학교
화계초등학교는 대한민국 강원특별자치도 홍천군 북방면 능평리에 있는 공립 초등학교이다.

## 학교 연혁
- 1936년 11월 15일 북방공립보통학교 개교
- 1938년 4월 1일 북방공립심상소학교로 개칭
- 1941년 4월 1일 화계공립국민학교로 개칭
- 1981년 3월 10일 병설유치원 개원
- 1985년 3월 1일 화양분교장 편입
- 1994년 3월 1일 화양분교장 통폐합
- 1996년 3월 1일 화계초등학교로 개칭
- 1999년 3월 1일 노일분교장, 구만분교장 편입
- 1999년 9월 1일 구만분교장 통폐합
- 1999년 9월 1일 성동분교장, 대룡분교장 편입
- 2013년 3월 1일 성동분교장 통폐합
- 2025년 3월 1일 대룡분교장 통폐합

## 참고 자료
- 화계초등학교 - 한국교육학술정보원 학교알리미